# Trinär (logik)
Trinär eller ternär betyder inom matematiken och logiken trevärd. Ett trinärt objekt kan inta tre tillstånd (-1, 0 och + 1). Detta har bland annat använts i digitala modelljärnvägar, baserade på Motorolas kommunikationskretsar MC145026, -27 och -28, och i datorsystem i Sovjetunionen.